# ساستاو رکا
ساستاو رکا (به صربی: Sastav Reka) یک منطقهٔ مسکونی در صربستان است که در تسرنا تراوا واقع شده‌است. ساستاو رکا ۴۰ نفر جمعیت دارد.